# Ratne
Ratne (ucraniano: Ра́тне; polaco: Ratno; yidis: ראטנא Ratno) es un asentamiento de tipo urbano de Ucrania perteneciente al raión de Kóvel de la óblast de Volinia.
En 2024 la localidad tenía 8751 habitantes. Desde la reforma territorial de 2020 es sede de un municipio, que tiene una población total de unos veinticinco mil habitantes e incluye 23 pueblos como pedanías.
Se ubica a medio camino entre Brest y Kóvel sobre la carretera M19. La M19 se cruza aquí con la carretera T0308, que une Liúboml con Kamin-Kashyrski.

## Historia
Se conoce la existencia del asentamiento en documentos desde 1432, cuando Segismundo I Kęstutaitis cedió las tierras a Vladislao II de Polonia. Era una ciudad de realengo, que en 1440 adoptó el Derecho de Magdeburgo. En la segunda mitad del siglo XVII, tras los daños provocados por la rebelión de Jmelnitski, la localidad entró en decadencia y pasó a considerarse un miasteczko, que el Imperio ruso integró un siglo más tarde en el uyezd de Kóvel.
En la Segunda República Polaca, la mitad de los habitantes eran judíos, pero el 25 de agosto de 1942 los invasores alemanes obligaron a los mil trescientos judíos locales a salir a una cantera ubicada a las afueras del asentamiento; en esa cantera fueron asesinados todos los judíos de Ratne, excepto unas treinta familias que lograron esconderse en el bosque y unirse al Ejército Rojo.
Tras terminar la Segunda Guerra Mundial, la RSS de Ucrania repobló la localidad con ucranianos étnicos y le dio el estatus de asentamiento de tipo urbano. Hasta 2020 fue la capital de su propio raión.